# Villadepera
Villadepera es un municipio y localidad española de la provincia de Zamora y de la comunidad autónoma de Castilla y León.
La biodiversidad de su término municipal ha sido protegida por la Unesco con la figura de reserva de la biosfera transfronteriza bajo la denominación de Meseta Ibérica, por la Unión Europea con la Red Natura 2000 y por la comunidad autónoma de Castilla y León con la figura de parque natural, en estas dos últimas bajo la denominación de Arribes del Duero. La triple protección de este espacio natural busca preservar sus valores naturales, de gran valor paisajístico y faunístico, en el que destaca la presencia de aves como el buitre leonado, la cigüeña negra, el halcón peregrino, el alimoche, la chova piquirroja, el búho real, el águila real y el águila perdicera. Además, la notable conservación de este territorio le ha convertido en las últimas décadas en un punto de referencia del turismo de naturaleza.
Está situado en la zona del río Duero donde se encuentran restos de un antiguo vulcanismo. Por ello, en su término municipal existen aguas minero-medicinales de propiedades similares a los de otros puntos cercanos como los de Alfaraz de Sayago, Almeida de Sayago o Carbellino.
Se comunica con el municipio de Pino del Oro mediante el puente de Requejo, uno de los accesos del parque natural de Arribes del Duero.

## Geografía

Situación del municipio de Villadepera en la provincia de Zamora.

Villadepera se encuentra situada en el suroeste zamorano. Muy cerca de la frontera con Portugal. Dista 50 km de Zamora capital. La vía de acceso es la ZA-321 que comunica la población por el norte con la comarca de Aliste, y por el sur con la de Sayago. 
Pertenece a la comarca de Sayago. Se integra dentro de la Mancomunidad Sayagua y el partido judicial de Zamora.
Su término municipal se encuentra dentro del parque natural de Arribes del Duero, un espacio natural protegido de gran atractivo turístico. La vegetación predominante es la encina. También se pueden localizar algunos bosques de roble. La fauna es muy abundante y diversa. Entre las aves destaca por su singularidad la cigüeña negra.
| Noroeste: Salto de Castro        | Norte: Pino del Oro | Noreste: Carbajosa            |
| Oeste: Villardiegua de la Ribera |                     | Este: Carbajosa               |
| Suroeste: Torregamones           | Sur: Moralina       | Sureste: Salto de Villalcampo |

## Historia
La localidad tendría probablemente un origen romano, habiendo nacido en base al transporte a través del curso fluvial del Duero de la malaquita y la casiterita, especialmente esta última, hecho que necesariamente habría precisado de un poblamiento romano en la localidad. Así, la calzada romana que unía Ledesma y Villadepera se situaría, con pocas variantes, bajo la actual carretera, satisfaciendo una fuente de esta época, Fuente Beber, en época romana, las necesidades
de los viandantes de la cercana calzada.
Más tarde, en la Edad Media, Villadepera quedó integrado en el Reino de León, siendo repoblada la localidad por sus monarcas dentro del contexto de las repoblaciones llevadas a cabo en Sayago.
Posteriormente, en la Edad Moderna, Villadepera estuvo integrado en el partido de Sayago de la provincia de Zamora, tal y como reflejaba en 1773 Tomás López en Mapa de la Provincia de Zamora.
Perteneció a la cuadrilla de Luelmo, que era una de las cuatro en que se dividía el antiguo partido de Sayago dentro de la jurisdicción de la ciudad de Zamora.
Así, al reestructurarse las provincias y crearse las actuales en 1833, la localidad se mantuvo en la provincia zamorana, dentro de la Región Leonesa, integrándose en 1834 en el partido judicial de Bermillo de Sayago, dependencia que se prolongó hasta 1983, cuando fue suprimido el mismo e integrado en el partido judicial de Zamora.
En 1897 fue finalizado el proyecto para construir el puente de Requejo, que uniría Sayago por Villadepera con Aliste, y que debe su nombre al diputado Federico Requejo Avedillo, que fue clave en realizar las gestiones para que el proyecto pudiese salir adelante. Dicho puente, comenzó a construirse en 1913, siendo finalizado e inaugurado en 1914.

## Geografía humana

### Demografía
Cuenta con una población de 179 habitantes (INE 2024).
| Gráfica de evolución demográfica de Villadepera entre 1842 y 2021                                                                                                  |
| |
| Población de derecho según los censos de población del INE Población de hecho según los censos de población del INEEn este censo se denominaba Villa de Pera: 1842 |

## Símbolos

Escudo de Villadepera.

### Escudo
El escudo heráldico que representa al municipio fue aprobado el 7 de diciembre de 2000 con el siguiente blasón:

«En su parte derecha en campo de Oro, un peral terrasado de sinople y frutado de oro, y tres cruces de Sable (negro). En su parte izquierda en campo de sinople, una calzada romana que parte del río de ondas de Plata y Azur, en el mismo una barca de Sable o Negro, el río está entre los arribes de su color y en la parte superior izquierda una fuente de Plata»
Boletín Oficial de Castilla y León nº 156 de 10 de agosto de 2001

### Bandera
La bandera municipal fue aprobada el 7 de diciembre de 2000 con la siguiente descripción textual:

«Bandera dividida en dos partes, arriba de color plata y abajo de color azur»
Boletín Oficial de Castilla y León nº 156 de 10 de agosto de 2001

## Administración y política

### Elecciones municipales
| Partido político                         | 2019  | 2019  | 2019       | 2015  | 2015  | 2015       | 2011  | 2011  | 2011       | 2007  | 2007  | 2007       | 2003  | 2003  | 2003       |
| Partido político                         | %     | Votos | Concejales | %     | Votos | Concejales | %     | Votos | Concejales | %     | Votos | Concejales | %     | Votos | Concejales |
| Partido Popular (PP)                     | 57,79 | 89    | 4          | 30,56 | 55    | 2          | 88,76 | 158   | 7          | 89,07 | 163   | 7          | 66,67 | 152   | 5          |
| Ciudadanos (Cs)                          | 27,27 | 42    | 1          | -     | -     | -          | -     | -     | -          | -     | -     | -          | -     | -     | -          |
| Partido Socialista Obrero Español (PSOE) | 9,09  | 14    | 0          | 21,11 | 38    | 0          | /     | /     | /          | /     | /     | /          | 32,89 | 75    | 2          |
| Independientes de Sayago                 | -     | -     | -          | 40,00 | 72    | 3          | -     | -     | -          | -     | -     | -          | -     | -     | -          |

El alcalde de Villadepera lo es en régimen de dedicación parcial y cobra 1356 euros al año (2017).
Desde 1993 hasta 2015, ha sido José Ignacio Isidro Isidro del Partido Popular.

## Monumentos y lugares de interés

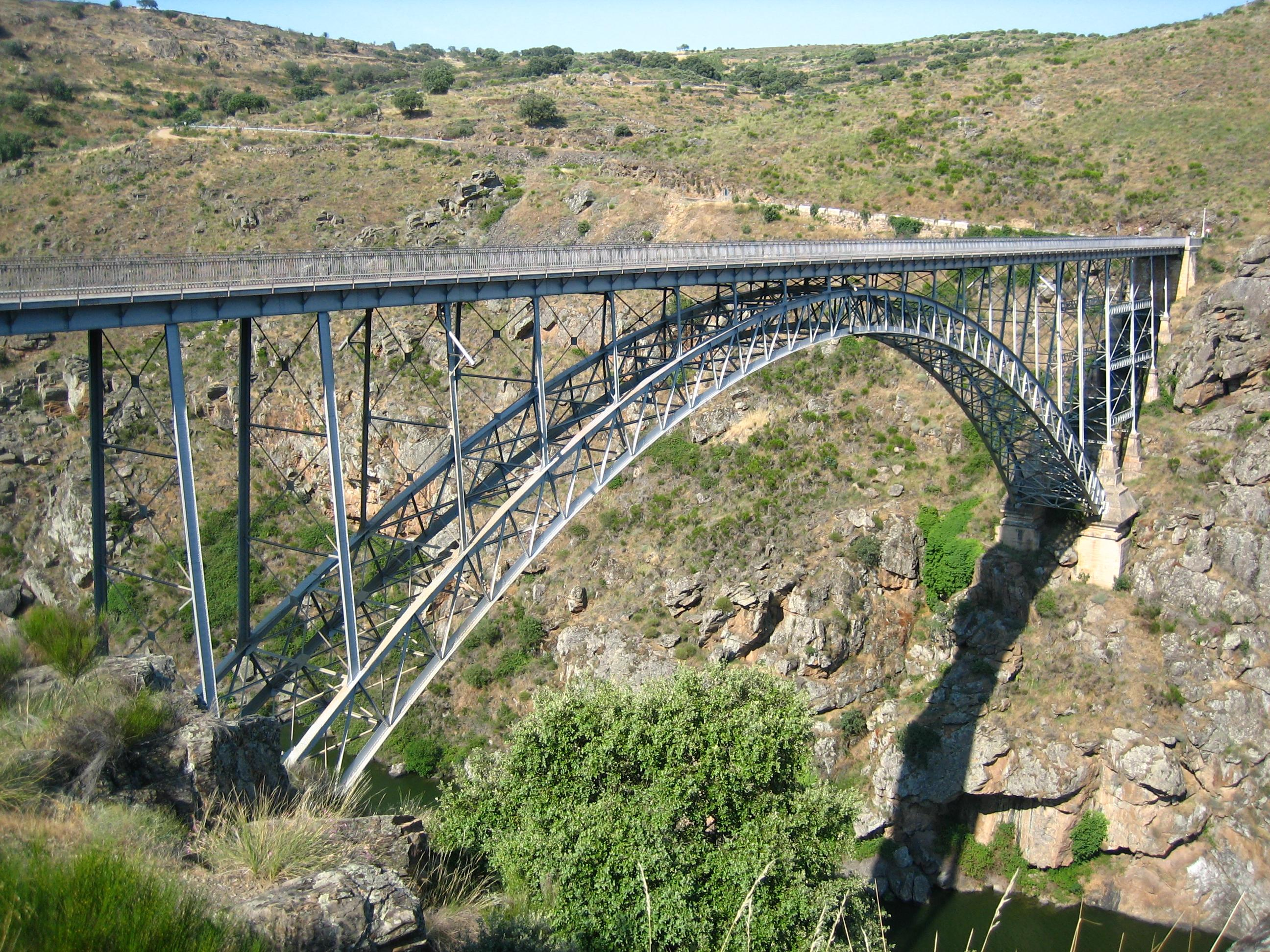
Puente de Requejo o puente de Pino sobre el río Duero.

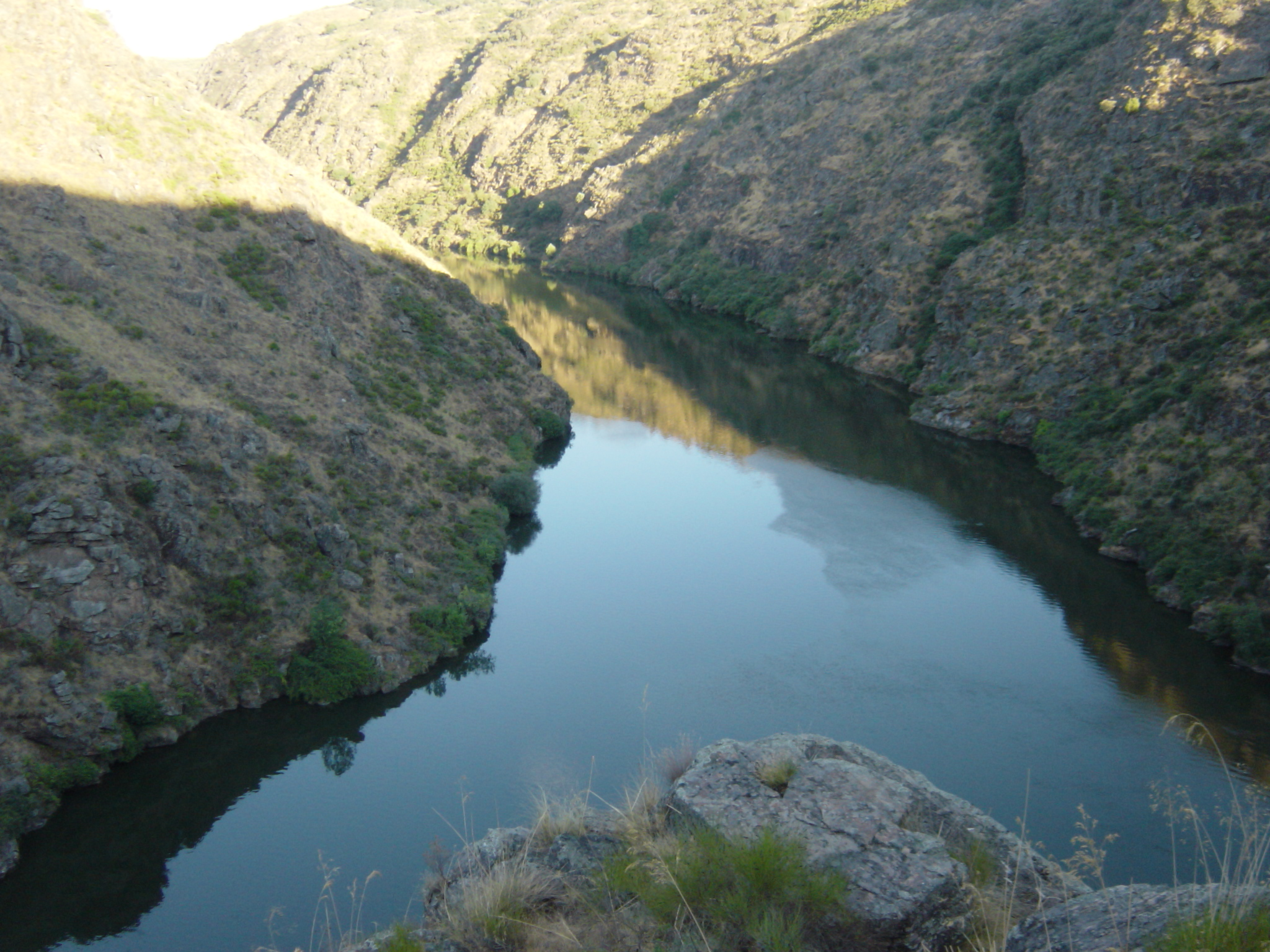
Arribes del Duero cerca del puente de Requejo.

La iglesia parroquial de Nuestra Señora de la Asunción presenta una serie de añadidos y reparaciones sobre la fábrica primitiva. Destaca su entrada de amplio arco y su torre cuadrangular en la que se abre una ventana saetera para iluminar la escalera de subida a la torre. El retablo mayor es luminoso, forrado todo él con pan de oro. Presenta tres cuerpos, que disminuyen en riqueza ornamental según ascienden. El superior presenta un Calvario, el del centro, un ángel con niño, y el inferior una hornacina para la colocación de la Virgen de la Asunción, patrona de la parroquia, sobre un grupo de ángeles. Adornan las calles, grandiosos bajorrelieves representando la Anunciación, la adoración de los Reyes y la imposición de la casulla a San Ildefonso. El coro es hermoso, como lo es el artesonado del altar mayor. Tallas interesantes de santos, por su antigüedad, son: Santa Teresa, de la escuela de Gregorio Fernández, San Andrés, románico de transición o primer gótico por cuanto el brazo derecho aparece con algún esbozo de movimiento, María Magdalena gótica y San Antón.
En el barrio Escabadas, al noroeste del pueblo, el señor Pepe Nieto posee un lagar con prensa de viga. Antiguamente prensaba por encargo cobrando un cántaro de vino, al estilo de la maquila en los molinos.
En la margen derecha de la ribera, aguas abajo de la localidad, y no muy lejano a la carretera, se levanta El Molino El Cubo. Es uno de los dos ejemplares de este tipo existente en Sayago.

### Puente de Requejo
El puente de Requejo se construyó para salvar el paso del río Duero y de su escarpado valle, permitiendo una cómoda y fluida comunicación entre las localidades zamoranas de Villadepera y Pino del Oro. Anteriormente este paso, que une las comarcas zamoranas de Sayago y Aliste, se realizaba en barca a través de una calzada o vía denominada el Camino de los Arrieros.
Este viaducto de hierro, proyectado a finales del siglo XIX, el primer estudio data de 1853, y finalizado a comienzos del siglo XX, fue inaugurado en 1914. Fue noticia a nivel nacional por su depurada técnica, belleza y prestaciones, lo que le significó ser un verdadero hito en la evolución histórica de las vías de comunicación de Zamora y de España. 
Más de 100 años después, el puente de Requejo o puente de Pino sigue contando con una especial aureola, impresa por su especial carácter de obra arquitectónica singular, amparada principalmente por la espectacularidad de su ligero y extraordinario diseño. Circunstancia que, a su vez, es azuzada por la sin igual singularidad y belleza de su territorio de acogida, el parque natural de Arribes del Duero. 
Su construcción, realizado conforme al diseño del ingeniero español José Eugenio Ribera Dutaste, supuso la superación en España de los parámetros de luz y altura de los puentes preexistentes, ya que contó con 120 y 90 metros respectivamente.

### Mina de Carrascal
Fue explotada en los años 70, con la extracción de casiterita, por la familia Figaredo, empresarios asturianos. Pero ya en tiempos romanos esta mina tuvo actividad. Vecinos del pueblo estuvieron trabajando en ella y cuentan que era un trabajo duro, cargaban el escombro en los vagones y lo sacaban con la mula. utilizaban el candil como medio de alumbrado. Hoy día se puede visitar dando un pequeño paseo por un bosque de encinas centenarias hasta llegar a ella y caminar por sus galerías.